# Waltraut Kaufmann
Waltraut Kaufmann (República Democrática Alemana, 10 de marzo de 1942) es una exatleta alemana especializada en la prueba de 800 m, en la que consiguió ser subcampeona europea en 1962.

## Carrera deportiva
En el Campeonato Europeo de Atletismo de 1962 ganó la medalla de plata en los 800 metros, corriéndolos en un tiempo de 2:05.0 segundos, llegando a meta tras la neerlandesa Gerda Kraan (oro con 2:02.8 s) y por delante de la húngara Olga Kazi (bronce con el mismo tiempo).